# Kenkichi Maekawa
Kenkichi Maekawa (jap. 前川健吉 Maekawa Kenkichi; ur. 16 marca 1953 w prefekturze Iwate) – japoński zapaśnik walczący w stylu wolnym. Olimpijczyk z Montrealu 1976, gdzie odpadł w eliminacjach w kategorii 62 kg.
Odpadł w eliminacjach mistrzostw świata w 1975 roku.